# Adolph Phillips der Ältere
Adolph Phillips (* 2. Februar 1813 in Königsberg i. Pr.; † 29. März 1877 Elbing) war ein deutscher Politiker in Preußen.

## Leben
Phillips’ Eltern waren der aus Birmingham nach Königsberg zugewanderte englische Kaufmann James Phillips und seine Ehefrau Eleonore. Der Rechtshistoriker und Kirchenrechtler Georg Phillips war ein Bruder. Der Journalist und linksliberale Politiker Adolph Phillips war ein Sohn.
Er studierte an der Ruprecht-Karls-Universität Rechtswissenschaft und wurde 1832 im Corps Saxo-Borussia Heidelberg recipiert. Er schlug nach Abschluss des Studiums die Richterlaufbahn ein und wurde Assessor am Oberlandesgericht Königsberg. 1843 wurde er zum Oberbürgermeister der Stadt Elbing gewählt. Das Amt hatte er bis 1853 inne. Er war für den Wahlkreis Elbing Mitglied der Preußischen Nationalversammlung von 1848, die ihn zum 2. Präsidenten wählte. Später saß er im Preußischen Abgeordnetenhaus. Phillips gehörte zu den führenden Liberalen in Ostpreußen.